# Hammerschmiede (Harkirchen)

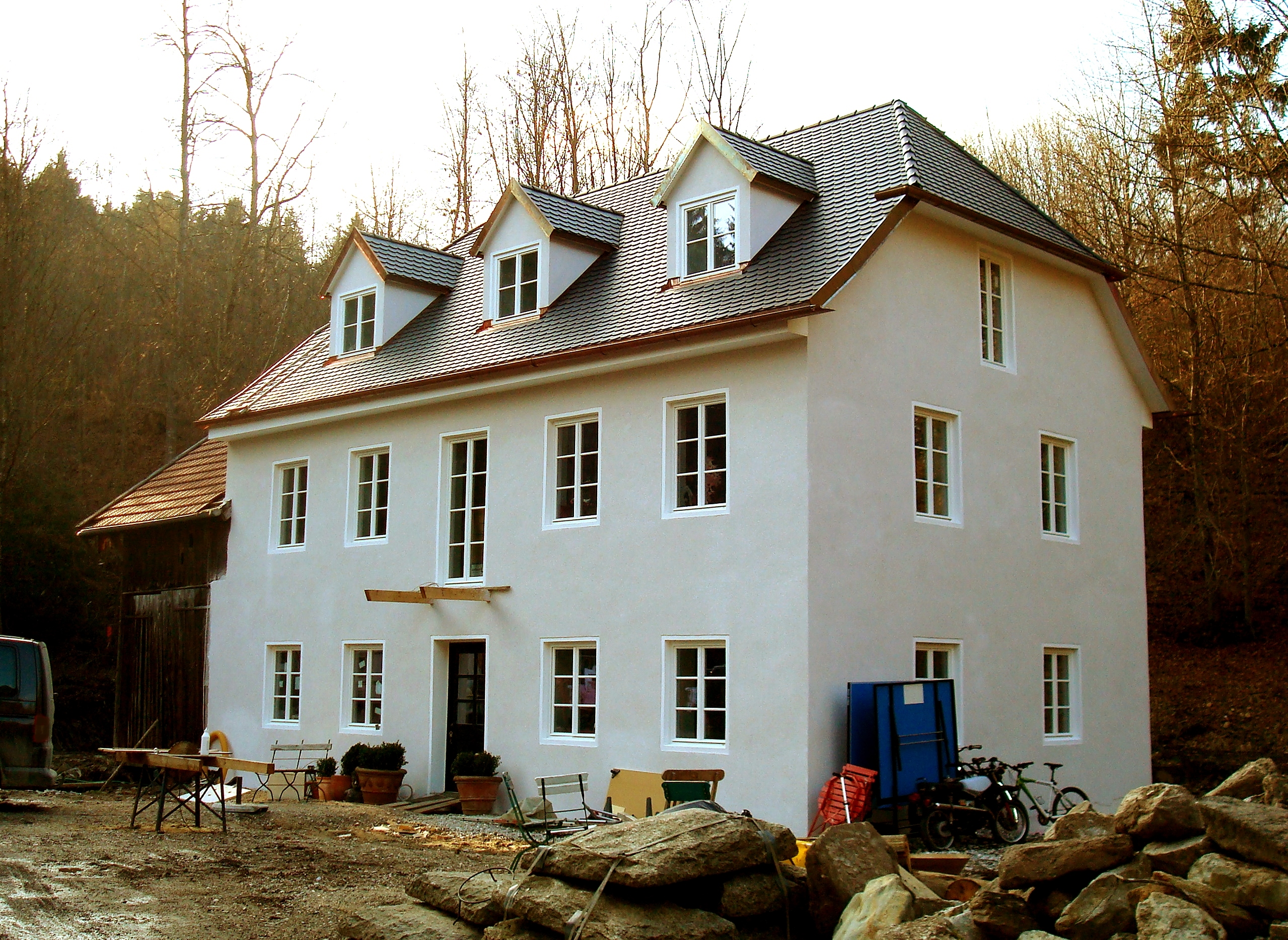
Hammerschmiede in Harkirchen während der Renovierung im Jahr 2014

Die ehemalige Hammerschmiede (auch als Manthal-Hammer bezeichnet) in Harkirchen, einem Gemeindeteil von Berg im oberbayerischen Landkreis Starnberg, wurde Anfang des 19. Jahrhunderts errichtet. Die Hammerschmiede am Manthalhammerweg 1, die vom Wasser des Lüßbaches angetrieben wurde,  ist ein geschütztes Baudenkmal.
Der zweigeschossige Halbwalmdachbau besitzt fünf zu zwei Fensterachsen. Im Jahr 2014 wurde das als Wohnhaus genutzte Gebäude umfassend renoviert.